# Pavel Vandas (fotbalista)
Pavel Vandas (* 8. dubna 1967) je bývalý český fotbalista, útočník. Maturoval v Praze na Střední průmyslové škole. Po skončení aktivní fotbalové kariéry pracoval od r.1999 jako sportovní ředitel v FC Viktoria Plzeň. S tímto klubem následně postoupil do 1. Ligy. Od r. 2002 pracuje jako hráčský agent FIFA.

## Fotbalová kariéra
Hrál za Bohemians Praha, Škodu Plzeň, RH Cheb, SK Slavia Praha, FC Gera Drnovice, islandský KA Akureyri, SK Dynamo České Budějovice, FK Švarc Benešov a německé týmy TuS Padeborn a VfB Oldenburg. V československé a české lize nastoupil ve 101 utkáních a dal 27 branek. V 1.islandské lize odehrál 38 zápasů a vstřelil 14 branek. V Německu odehrál dohromady 77 utkání a vstřelil 24 branek. Byl prvním vítězem žákovské fotbalové soutěže v celostátním finále – Osmkrát z abecedy fotbalu, jako veliký talent přišel v 17 letech do Bohemians Praha, kam si ho vybral Tomáš Pospíchal. V reprezentaci do 21 let byl pod vedením trenérů Brücknera a Uhrina v základní sestavě a patřil k nejlepším střelcům mužstva. Ve 20 letech utrpěl těžké zranění kolena, které mělo velký vliv na jeho budoucí fotbalovou kariéru. Po několika prodělaných operacích se ještě vrátil na ligové trávníky, ale do špičkového zahraničního klubu již nikdy nepřestoupil. V první sezóně se stal 3. nejlepším střelcem 1. islandské ligy. Ke konci kariéry přestoupil do německého klubu TuS Paderborn a následně VfB Oldenburg, ve kterém dříve působili také reprezentanti Radek Drulák a Oldřich Machala. Po čtyřech letech strávených v Německu ukončil svou fotbalovou kariéru a vrátil se do České republiky.

## Rodina
Pavel Vandas se oženil s Martinou Kramešovou. Spolu májí syna Pavla a dvě dcery Nicolette a Kristýnu.

## Ligová bilance
| Ročník                                   | Zápasy | Góly | Klub                       |
| ---------------------------------------- | ------ | ---- | -------------------------- |
| 1. československá fotbalová liga 1985/86 | 6      | 2    | Bohemians Praha            |
| 1. československá fotbalová liga 1986/87 | 28     | 12   | RH Cheb                    |
| 1. československá fotbalová liga 1987/88 | 22     | 4    | RH Cheb                    |
| 1. československá fotbalová liga 1988/89 | 8      | 0    | Škoda Plzeň                |
| 1. československá fotbalová liga 1989/90 | 13     | 2    | SK Slavia Praha            |
| 1. československá fotbalová liga 1991/92 | 6      | 2    | SK Dynamo České Budějovice |
| 1. československá fotbalová liga 1992/93 | 1      | 0    | SK Dynamo České Budějovice |
| 1. česká fotbalová liga 1994/95          | 14     | 1    | FK Švarc Benešov           |
| CELKEM                                   | 101    | 27   |                            |